# Centinelas del silencio
Centinelas del silencio é um filme documentário-drama em curta-metragem mexicano de 1971 dirigido e escrito por Robert Amram. Venceu o Oscar de melhor curta-metragem em live action e o Oscar de melhor documentário de curta-metragem na edição de 1972.

## Elenco
- Ricardo Montalbán
- Orson Welles